# 小川大二郎
小川 大二郎（おがわ だいじろう、1972年12月3日 - ）は、埼玉県大宮市（現：さいたま市）出身の元プロスノーボーダー。血液型A型。スノーボードクロスの先駆者。

## 主な成績
- 1998年 全日本マスターズ年間ランキング10位。